# Lábközépcsont

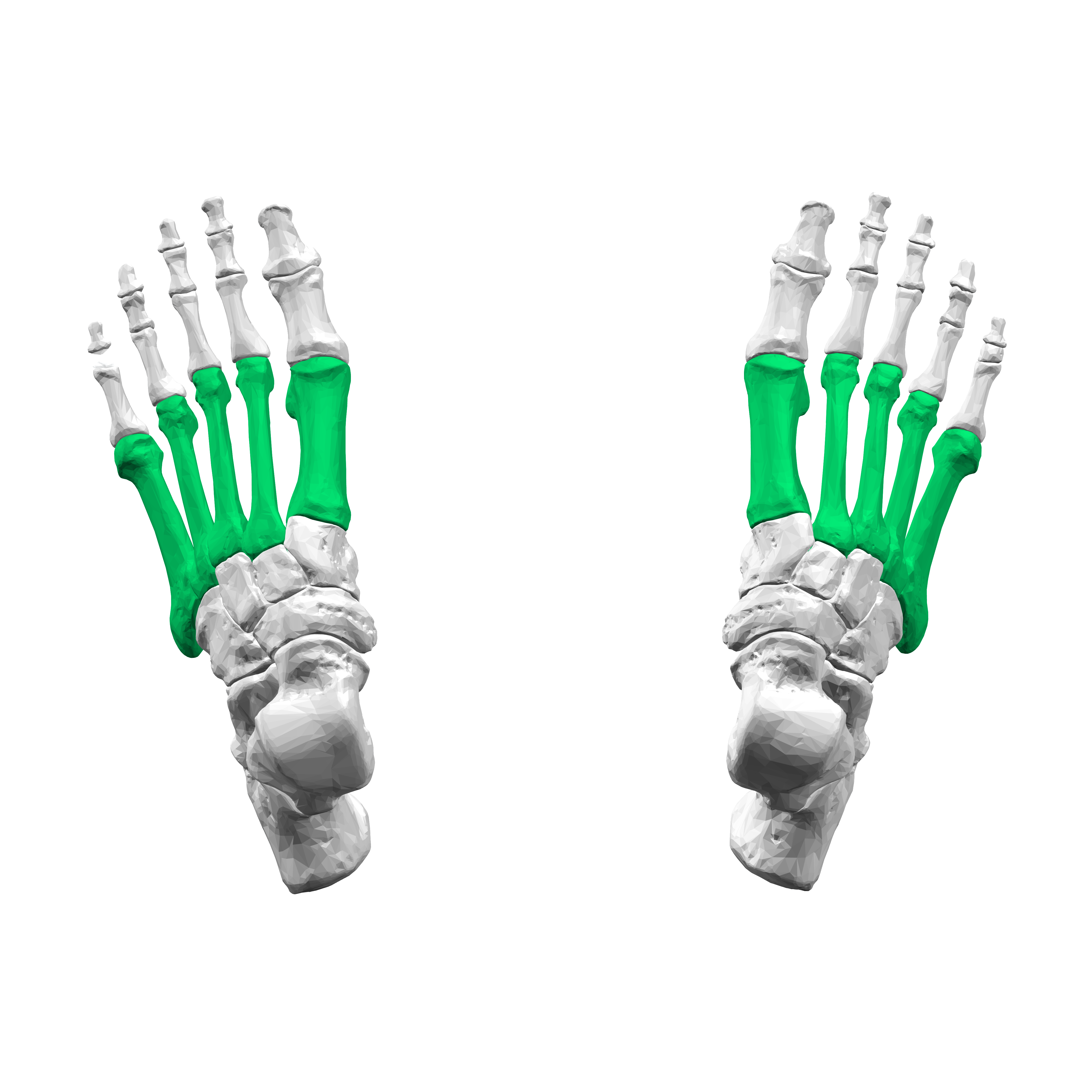
A lábfej csontjai, zölddel jelölve a lábközépcsontok

A lábközépcsontok (metatarsus) alkotásában öt rövid csöves csont vesz részt, melyeknek proximális szabálytalan alakú bázisuk, corpusuk (test) van és gömb alakú distális fejecskében végződnek.